# Inaba Hisahito
Hisahito Inaba (sinh ngày 26 tháng 5 năm 1985) là một cầu thủ bóng đá người Nhật Bản.

## Sự nghiệp câu lạc bộ
Hisahito Inaba đã từng chơi cho Tochigi SC và Tochigi Uva FC.